# Acapulco-indigószajkó
Az Acapulco-indigószajkó (Cyanocorax sanblasianus) a  madarak osztályának verébalakúak (Passeriformes) rendjébe és a varjúfélék (Corvidae) családjába tartozó faj.
A magyar neve forrással nincs megerősítve.

## Rendszerezése
A fajt Frédéric de Lafresnaye francia ornitológus írta le 1842-ben, a Pica nembe Pica San-Blasiana néven.

## Alfajai
- Cyanocorax sanblasianus nelsoni (Bangs & Penard, 1919)
- Cyanocorax sanblasianus sanblasianus (Lafresnaye, 1842)[2]

## Előfordulása
Mexikó egyik endemikus faja. Természetes élőhelyei a szubtrópusi és trópusi lombhullató erdők, mangroveerdők, szavannák és cserjések, valamint ültetvények és szántóföldek. Állandó, nem vonuló faj.

## Megjelenése
Testhossza 35 centiméter, testtömege 92–122 gramm.

## Életmódja
Főleg rovarokkal táplálkozik, de gyíkokat is fogyaszt.

## Természetvédelmi helyzete
Az elterjedési területe nagyon nagy, egyedszáma pedig stabil. A Természetvédelmi Világszövetség Vörös listáján nem fenyegetett fajként szerepel.